# 雲井浪子
雲井 浪子（くもい なみこ、本名：坪内操、旧姓：高井、1901年（明治34年）7月23日
 - 2003年（平成15年）8月20日）は、元宝塚少女歌劇団主演娘役で宝塚歌劇団卒業生。兵庫県津名郡洲本町出身。
夫は演劇評論家、早稲田大学教授の坪内士行。娘に女優の坪内ミキ子がいる。実姉は同じく宝塚歌劇団1期生で宝塚歌劇団卒業生の八十島揖子、実妹は宝塚歌劇団16期生で宝塚歌劇団卒業生の緒島なほ子（本名:高井秀子）。義理の叔父は坪内逍遥、逍遥の養女は飯塚くに。

芸名は小倉百人一首の第76番：法性寺入道前関白太政大臣（藤原忠通）の
より、宝塚歌劇団創設者の小林一三によって命名された。

## 略歴・人物
1913年7月、湊山尋常高等小学校（後の神戸市立湊山小学校）を卒業した後、宝塚唱歌隊（同年12月に宝塚少女歌劇養成会に改称。現・宝塚音楽学校）に箕面有馬電気軌道本社（現・阪急電鉄）から実姉の八十島揖子と共に11歳で転任。宝塚歌劇団1期生。同期生に大江文子、由良道子、高峰妙子、小倉みゆき、初代若菜君子らがいる。
1914年4月 - 5月、宝塚少女歌劇団（現・宝塚歌劇団）の初公演である『ドンブラコ』で猿役を演じた。当時12歳であった。
1919年、宝塚少女歌劇団を退団。
1919年7月21日、坪内士行と靭太神宮で挙式。
2003年8月20日、満102歳で死去。記録に残る宝塚歌劇団生徒・団員の中で最も長く生きた人物であり、かつ宝塚歌劇団1期生で最後の存命人物でもあった。
没後、2014年に宝塚歌劇団創立100周年記念で創立された宝塚歌劇の殿堂の、最初の100人のひとりとして殿堂入り。また、夫・坪内士行も演出スタッフとして殿堂入りを果たしており、唯一の夫婦で殿堂入りとなった。

## 宝塚少女歌劇団時代の主な舞台出演
- 『ドンブラコ』『浮れ達磨』『胡蝶』（1914年4月1日 - 5月30日、宝塚歌劇場(パラダイス劇場)）
- 『音樂カフエー』（1914年10月1日 - 11月30日、宝塚歌劇場(パラダイス劇場)）
- 『雛祭』（1915年3月21日 - 5月23日、宝塚歌劇場(パラダイス劇場)）
- 『舌切雀』（1915年7月21日 - 8月31日、宝塚歌劇場(パラダイス劇場)）
- 『三人獵師』『日本武尊』（1915年10月20日 - 11月30日、宝塚歌劇場(パラダイス劇場)）
- 『櫻大名』（1916年3月19日 - 5月21日、宝塚歌劇場(パラダイス劇場)）
- 『ヴェニスの夕』『松風村雨』（1916年7月29日 - 8月31日、宝塚歌劇場(パラダイス劇場)）
- 『ダマスクスの三人娘』『中將姫』（1916年10月20日 - 11月30日、宝塚歌劇場(パラダイス劇場)）
- 『歌かるた』（1917年1月1日 - 1月10日、宝塚歌劇場(パラダイス劇場)）
- 『爲朝』（1917年3月20日 - 5月20日、宝塚歌劇場(パラダイス劇場)）
- 『桃色鸚鵡』『女曾我』『夜の卷』（1917年7月20日 - 8月31日、宝塚歌劇場(パラダイス劇場)）
- 『コサツクの出陣』『下界』（1917年10月20日 - 11月30日、宝塚歌劇場(パラダイス劇場)）
- 『厩戶王子』（1918年1月1日 - 1月20日、宝塚歌劇場(パラダイス劇場)）
- 『神樂狐』『靜御前』『羅浮仙』（1918年3月20日 - 5月20日、宝塚歌劇場(パラダイス劇場)）
- 『造物主』『クレオパトラ』（1918年7月20日 - 8月31日、宝塚歌劇場(パラダイス劇場)）
- 『靑葉の笛』『お蠶祭』（1918年10月20日 - 11月30日、宝塚歌劇場(パラダイス劇場)）
- 『啞女房』（1919年1月1日 - 1月20日、宝塚歌劇場(パラダイス劇場)）
- 『千手の前』『桶の中の哲學者』（1919年3月20日 - 5月20日、宝塚新歌劇場(公会堂劇場)）